# Liste der Bodendenkmale in Großenkneten
In der Liste der Bodendenkmale in Großenkneten sind die Bodendenkmale der niedersächsischen Gemeinde Großenkneten aufgeführt. Die Quelle ist der Denkmalatlas Niedersachsen.
- Diese Liste erhebt keinen Anspruch auf Vollständigkeit.
- Die Angaben ersetzen nicht die rechtsverbindliche Auskunft der zuständigen Denkmalschutzbehörde.
- Es sind nur Daten aus dem Denkmalatlas verarbeitet.
- Der Stand der Liste ist der 15. Juni 2025.

Großenkneten im Landkreis Oldenburg

## Allgemein
In den Spalten finden sich folgende Informationen des Bodendenkmales:
| Lage         | geographische Koordinaten                                                           |
| Bezeichnung  | Bezeichnung lt. Denkmalatlas                                                        |
| Beschreibung | Beschreibung lt. Denkmalatlas                                                       |
| ID           | Objekt-ID                                                                           |
| Bild         | Bild, ggf. zusätzlich mit Link zu weiteren Fotos im Medienarchiv Wikimedia Commons. |

## Großenkneten
| Lage                        | Bezeichnung                                                  | Beschreibung | ID       | Bild           |
| --------------------------- | ------------------------------------------------------------ | --- | -------- | -------------- |
| 52° 53′ 2″ N, 8° 18′ 21″ O  | Großenkneten 1, Großsteingrab (Kellersteine (von Steinloge)) | (Sprockhoff Nr. 942) | 28954555 | Weitere Bilder |
| 52° 53′ 0″ N, 8° 18′ 20″ O  | Großenkneten 2, Großsteingrab (Kellersteine (von Steinloge)) | (Sprockhoff Nr. 941) | 28954564 | Weitere Bilder |
| 52° 52′ 52″ N, 8° 16′ 50″ O | Großenkneten 3, Großsteingrab                                | WNW-OSO ausgerichtet. Nordöstliche Langseite besteht aus sieben Trägern, die alle in situ stehen, dasselbe gilt für die beiden Träger der Schmalseiten. Die südwestliche Langwand besitzt nur noch sechs Träger, davon stehen fünf ungefähr in situ. Weiter sind fünf Decksteine vorhanden, alle abgesunken, zwei sind gesprengt. Die Kammer hat einen trapezförmigen Grundriss. Innenmaße betragen 11,3 × 3,2 m. Es sind schwache Reste einer Überhügelung erkennbar.(Sprockhoff Nr. 939) | 28954569 | Weitere Bilder |
| 52° 52′ 52″ N, 8° 16′ 53″ O | Großenkneten 4, Großsteingrab                                | WNW-OSO orientiert und in einem Rundhügel von 14 m Dm. Die Kammer besitzt je vier Träger der Langseiten und den Träger der östlichen Schmalseite in situ. Auf dem östlichen Joch liegt der Deckstein in alter Lage auf, der westlich anschließende ist gebrochen. Die Rekonstruktion nimmt eine kurze Kammer mit drei Decksteinen und vier Trägerpaaren an. Die Kammer soll 6 × 2-2,5 m bei leicht trapezförmigem Grundriss groß gewesen sein.(Sprockhoff Nr. 940) | 28954571 | Weitere Bilder |
| 52° 55′ 40″ N, 8° 14′ 39″ O | Großenkneten 5, Großsteingrab                                | Erhalten ist der Rest einer langen, „bootsförmigen“ Kammer, die in Richtung NW-SO ausgerichtet ist. Es sind lediglich einige Decksteine und einige von außen freigegrabene Träger in einem langen flachen Hügel zu sehen. Für das Grab lässt sich aufgrund dessen unter Vorbehalt eine Länge von 25 m rekonstruieren. Großsteingrab während mittlerer Phase der Westgruppe der TBK genutzt.(Sprockhoff Nr. 932) | 28954572 | Weitere Bilder |
| 52° 52′ 41″ N, 8° 15′ 55″ O | Großenkneten 6, Grabhügel                                    | Durchmesser ca. 17 m und Höhe ca. 1 m. Am südliche Rand durch Weg angeschnitten, in der Mitte eine sehr weite, tiefe Eingrabung. | 28954433 | BW             |
| 52° 52′ 42″ N, 8° 16′ 3″ O  | Großenkneten 7, Großsteingrab                                | Gut erhaltene Steinkammer in einem Rest der ehemaligen Überhügelung. Das Großsteingrab trägt den Namen „Der Brautwagen“. Es ist NO-SW ausgerichtet. Sämtliche Träger, vier auf der Südost-, fünf auf der Nordwestseite und je einer der Schmalseiten, stehen in situ. In situ liegen auch die vier Decksteine.(Sprockhoff Nr. 938) | 28988586 | Weitere Bilder |
| 52° 52′ 44″ N, 8° 16′ 0″ O  | Großenkneten 8, Großsteingrab                                | Das Großsteingrab „Visbeker Bräutigam“ ist ein 104 m langes und 8 – 9 m breites Großsteingrab. O-W orientiert. Am westlichen Ende eine große Grabkammer. Die Umfassung besteht aus rund 130 Steinen und ist trotz einiger Störungen verhältnismäßig gut erhalten. Die östliche Schmalseite wird von vier außerordentlich mächtigen Steinblöcken gebildet, wobei nicht ganz sicher ist, ob es nicht fünf sind, die insgesamt eine über die Flucht der Langseiten hinausreichende Stirnfront gebildet haben. Die Umfassung stützt einen noch heute erkennbaren Erddamm. Von der Kammer sind lediglich fünf Decksteine und zwei Tragsteine der nördlichen Langseite in situ erhalten.(Sprockhoff Nr. 936) | 28954573 | Weitere Bilder |
| 52° 52′ 46″ N, 8° 15′ 55″ O | Großenkneten 9, Großsteingrab                                | NW-SO orientiert. Etwa mittig der südwestlichen Langseite der Eingang in die Kammer. Er wird aus drei Trägerpaaren in situ gebildet. Die äußeren Paare sind hier gleichzeitig die Trägersteine der Kammer, bzw. die Steine der Einfassung. Die Kammergröße beträgt 23,8 × 1,8 m bzw. 1,5 m an den Enden. Die Einfassung ist an der Südwest-Seite gut erhalten. (Sprockhoff Nr. 934) | 28942871 | Weitere Bilder |
| 52° 52′ 42″ N, 8° 16′ 0″ O  | Großenkneten 10, Großsteingrab                               | Kleine, ungefähr O-W orientierte Steinkammer, die noch tief in der Erde liegt. Die meisten Trägersteine der wohl vierjochigen Kammer mit einem Trägerpaar des Ganges vor der Mitte der südlichen Langseite stehen in situ. Vom Gang ist nur der westl. Trägerstein an der Oberfläche sichtbar. Ein Deckstein ist noch vorhanden und in die Kammer gestürzt. Ob der neben ihm liegende Stein das Bruchstück eines weiteren oder ein umgestürzter Tragstein der nördlichen Langseite ist, ist unklar. Um das Grab herum sind flache Reste einer ehemaligen Überhügelung vorhanden.(Sprockhoff Nr. 937) | 28954556 | Weitere Bilder |
| 52° 52′ 44″ N, 8° 15′ 57″ O | Großenkneten 11, Großsteingrab                               | Die Kammer in einem runden Hügel, Dm. 17 m und H. 1 m. Es sind lediglich zwei Decksteine und die Kuppe eines Tragsteines der nördlichen Langseite der womöglich ostwestlich stehenden und wohl noch unbeschädigt im Hügel verborgenen Kammer zu sehen. (Sprockhoff Nr. 935) | 28954557 | Weitere Bilder |
| 52° 59′ 8″ N, 8° 14′ 21″ O  | Großenkneten 12, Grabhügel                                   | Durchmesser ca. 13 m und Höhe ca. 1,5 m. | 28990133 | BW             |
| 52° 59′ 5″ N, 8° 14′ 15″ O  | Großenkneten 13, Grabhügel                                   | Durchmesser ca. 17 m und Höhe ca. 1,5 m. | 28956121 | BW             |
| 52° 52′ 37″ N, 8° 14′ 50″ O | Großenkneten 17, Großsteingrab                               | O-W ausgerichtet. Erhalten sind elf Steine der südl. Langseite, ebenso viele Steine der nördl. Langseite; jedoch nicht mehr so einheitlich. Sie stützen insgesamt einen ansehnlichen 1 m hohen Erddamm, der im westl. Teil den Rest einer Kammer mit zwei Trägern der nördl. Langseite und dem Träger der westl. Schmalseite besitzt. Das Großsteingrab, dessen Enden nicht mehr zu bestimmen sind, dürfte 28 – 30 m lang gewesen sein und 6 m breit. (Sprockhoff Nr. 933) | 28954562 | Weitere Bilder |
| 52° 58′ 59″ N, 8° 14′ 9″ O  | Großenkneten 18, Großsteingrab                               | Erhalten sind zwölf Trägersteine der Steinkammer in ungefährer O-W-Ausrichtung. Der Träger der östl. Schmalseite steht in situ, der Standort der übrigen Trägersteine lässt, obwohl nur wenige noch in situ sind, eine Kammer ahnen, deren lichte Weite die Rekonstruktion mit 14 × 2 m annimmt, wobei sie sich bezüglich der Länge auf den nur noch schwach sichtbaren Hügel stützt. (Sprockhoff Nr. 931) | 28990131 | Weitere Bilder |
| 52° 57′ 8″ N, 8° 10′ 22″ O  | Großenkneten 22, Schalenstein (Kapetstein)                   | Granitfindling. Gr. L. 3,05 m (O-W); gr. Br. 3 m. An der Nordseite sind zwei künstliche Schälchen in einem Abstand von 0,4 m voneinander eingearbeitet. Dm. der Schälchen 7 bzw. 8 cm, eigentlicher Kern 3 cm. | 28956122 | BW             |
| 52° 58′ 0″ N, 8° 14′ 58″ O  | Großenkneten 24, Siedlung                                    | | 28942780 | BW             |
| 52° 55′ 32″ N, 8° 16′ 53″ O | Großenkneten 25, Grabhügel                                   | Durchmesser ca. 17 m und Höhe ca. 1,2 m. | 28954690 | BW             |
| 52° 55′ 33″ N, 8° 16′ 48″ O | Großenkneten 26, Grabhügel                                   | Durchmesser ca. 11 m und Höhe ca. 0,6 m. | 28957080 | BW             |
| 52° 55′ 32″ N, 8° 16′ 48″ O | Großenkneten 27, Grabhügel                                   | Durchmesser ca. 11 m und Höhe ca. 0,8 m. | 28957082 | BW             |
| 52° 55′ 32″ N, 8° 16′ 44″ O | Großenkneten 28, Grabhügel                                   | Durchmesser ca. 14 m und Höhe ca. 1,2 m. Abgeflachte Kuppe. | 28957083 | BW             |
| 52° 55′ 31″ N, 8° 16′ 44″ O | Großenkneten 29, Grabhügel                                   | Durchmesser ca. 13 m und Höhe ca. 0,9 m. | 28957086 | BW             |
| 52° 53′ 37″ N, 8° 17′ 59″ O | Großenkneten 84, Grabhügel                                   | Größe ca. 18 × 15 m und Höhe ca. 0,4 m. | 28955473 | BW             |
| 52° 53′ 38″ N, 8° 17′ 59″ O | Großenkneten 85, Grabhügel                                   | Durchmesser ca. 17 m und Höhe ca. 1,3 m. | 28955477 | BW             |
| 52° 53′ 38″ N, 8° 18′ 2″ O  | Großenkneten 86, Grabhügel                                   | Durchmesser ca. 25 m und Höhe ca. 0,9 m. | 28955480 | BW             |
| 52° 53′ 40″ N, 8° 17′ 56″ O | Großenkneten 87, Grabhügel                                   | Größe ca. 15 × 13 m und Höhe ca. 0,7 m. | 28955481 | BW             |
| 52° 53′ 39″ N, 8° 18′ 6″ O  | Großenkneten 88, Grabhügel                                   | Größe ca. 14 × 8 m und Höhe ca. 0,8 m. | 28955577 | BW             |
| 52° 53′ 38″ N, 8° 18′ 5″ O  | Großenkneten 89, Grabhügel                                   | Größe ca. 12 × 8 m und Höhe ca. 0,5 m. | 28955479 | BW             |
| 52° 53′ 35″ N, 8° 18′ 14″ O | Großenkneten 90, Grabhügel                                   | Durchmesser ca. 13 m und Höhe ca. 0,4 m. | 28955579 | BW             |
| 52° 53′ 39″ N, 8° 18′ 8″ O  | Großenkneten 91, Grabhügel                                   | Durchmesser ca. 13 m und Höhe ca. 0,4 m. | 28955578 | BW             |
| 52° 53′ 35″ N, 8° 18′ 12″ O | Großenkneten 92, Grabhügel                                   | Durchmesser ca. 16 m und Höhe ca. 0,5 m. | 28955581 | BW             |
| 52° 53′ 21″ N, 8° 18′ 24″ O | Großenkneten 107, Grabhügel                                  | Durchmesser ca. 8 m und Höhe ca. 0,6 m. | 28956125 | BW             |
| 52° 53′ 22″ N, 8° 18′ 22″ O | Großenkneten 108, Grabhügel                                  | Durchmesser ca. 16 m und Höhe ca. 0,6 m. | 28956126 | BW             |
| 52° 53′ 36″ N, 8° 16′ 38″ O | Großenkneten 110, Grabhügel                                  | Durchmesser ca. 9 m und Höhe ca. 0,5 m. Fast rund, mit abgesetzten Rändern. | 28955603 | BW             |
| 52° 53′ 37″ N, 8° 16′ 32″ O | Großenkneten 111, Grabhügel                                  | Durchmesser ca. 18 m und Höhe ca. 0,8 m. Fast rund. | 28955602 | BW             |
| 52° 53′ 36″ N, 8° 16′ 35″ O | Großenkneten 112, Grabhügel                                  | Durchmesser ca. 11 m und Höhe ca. 0,8 m. | 28955605 | BW             |
| 52° 53′ 35″ N, 8° 16′ 36″ O | Großenkneten 113, Grabhügel                                  | Durchmesser ca. 13 m und Höhe ca. 0,75 m. | 28955604 | BW             |
| 52° 58′ 17″ N, 8° 19′ 0″ O  | Großenkneten 138, Grabhügel                                  | Größe ca. 21 × 7 m und Höhe ca. 0,8 m. Oval (Südwest-Nordost-orientiert). | 28956128 | BW             |
| 52° 53′ 41″ N, 8° 12′ 3″ O  | Großenkneten 139, Grabhügel                                  | Durchmesser ca. 32 m und Höhe ca. 1,3 m. Durch von Norden nach Süden verlaufenden Feldweg geschnitten. Östliche Hälfte abgetragen. | 28955705 | BW             |
| 52° 53′ 42″ N, 8° 12′ 11″ O | Großenkneten 141, Grabhügel                                  | Durchmesser ca. 20 m und Höhe ca. 1 m. | 28955710 | BW             |
| 52° 53′ 35″ N, 8° 17′ 17″ O | Großenkneten 156, Grabhügel                                  | Durchmesser ca. 15 m und Höhe ca. 0,7 m. | 28958176 | BW             |
| 52° 53′ 36″ N, 8° 17′ 1″ O  | Großenkneten 157, Grabhügel                                  | Durchmesser ca. 16 m und Höhe ca. 1,2 m. | 28958177 | BW             |
| 52° 53′ 36″ N, 8° 16′ 55″ O | Großenkneten 158, Grabhügel                                  | Durchmesser ca. 19 m und Höhe ca. 1,4 m. | 28958178 | BW             |
| 52° 53′ 58″ N, 8° 15′ 36″ O | Großenkneten 159, Grabhügel                                  | Durchmesser ca. 22 m und Höhe ca. 1,3 m. Groß, flach gewölbt. | 28956130 | BW             |
| 52° 58′ 56″ N, 8° 14′ 8″ O  | Großenkneten 160, Grabhügel                                  | Durchmesser ca. 18 m und Höhe ca. 0,8 m. | 28954429 | BW             |
| 52° 58′ 56″ N, 8° 14′ 16″ O | Großenkneten 162, Grabhügel                                  | Durchmesser ca. 22 m und Höhe ca. 1 m. Fast rund. | 28955727 | BW             |
| 52° 58′ 55″ N, 8° 14′ 18″ O | Großenkneten 164, Grabhügel                                  | Größe ca. 13 × 9 m und Höhe ca. 0,8 m. | 28955725 | BW             |
| 52° 58′ 55″ N, 8° 14′ 19″ O | Großenkneten 165, Grabhügel                                  | Durchmesser ca. 16 m und Höhe ca. 0,5 m. | 28955728 | BW             |
| 52° 58′ 55″ N, 8° 14′ 17″ O | Großenkneten 166, Grabhügel                                  | Durchmesser ca. 12 m und Höhe ca. 0,4 m. | 28955730 | BW             |
| 52° 58′ 56″ N, 8° 14′ 22″ O | Großenkneten 169, Grabhügel                                  | Durchmesser ca. 11 m und Höhe ca. 0,7 m. | 28990151 | BW             |
| 52° 53′ 44″ N, 8° 16′ 29″ O | Großenkneten 170, Grabhügel                                  | Durchmesser ca. 9 m und Höhe ca. 1 m. | 28956131 | BW             |
| 52° 53′ 42″ N, 8° 16′ 29″ O | Großenkneten 171, Grabhügel                                  | Durchmesser ca. 9 m und Höhe ca. 1 m. | 28956132 | BW             |
| 52° 53′ 42″ N, 8° 16′ 32″ O | Großenkneten 172, Grabhügel                                  | Durchmesser ca. 9 m und Höhe ca. 0,5 m. | 28957773 | BW             |
| 52° 53′ 42″ N, 8° 16′ 36″ O | Großenkneten 173, Grabhügel                                  | Größe ca. 17 × 9 m und Höhe ca. 0,6 m. Oval. | 28957772 | BW             |
| 52° 53′ 41″ N, 8° 16′ 35″ O | Großenkneten 174, Grabhügel                                  | Größe ca. 14 × 8 m und Höhe ca. 0,3 m. Oval. | 28957777 | BW             |
| 52° 53′ 42″ N, 8° 16′ 38″ O | Großenkneten 175, Grabhügel                                  | Durchmesser ca. 8 m und Höhe ca. 0,3 m. | 28957778 | BW             |
| 52° 53′ 41″ N, 8° 16′ 38″ O | Großenkneten 176, Grabhügel                                  | Durchmesser ca. 9 m und Höhe ca. 0,5 m. | 28957779 | BW             |
| 52° 53′ 51″ N, 8° 16′ 10″ O | Großenkneten 178, Grabhügel                                  | Durchmesser ca. 13 m und Höhe ca. 1,2 m. | 28956134 | BW             |
| 52° 52′ 18″ N, 8° 14′ 12″ O | Großenkneten 179, Großsteingrab                              | Größe ca. 20 × 4 m und Höhe ca. 0,4 m. Schwache, ovale, O-W orientierte Erhöhung. AM W-Ende der südl. Langseite ein Stein erhalten; nach außen gedrückt. Reste eines Großsteingrabes liegen innerhalb einer ebenfalls nur noch andeutungsweise vorhandenen ehemaligen Überhügelung von ca. 29 m L. und ca. 16 m Br. | 28954563 | BW             |
| 52° 58′ 9″ N, 8° 13′ 3″ O   | Großenkneten 180, Grabhügel                                  | Durchmesser ca. 16 m und Höhe ca. 1 m. | 28942761 | BW             |
| 52° 58′ 9″ N, 8° 13′ 4″ O   | Großenkneten 181, Grabhügel                                  | Durchmesser ca. 10 m und Höhe ca. 0,5 m. | 28957780 | BW             |
| 52° 58′ 44″ N, 8° 19′ 23″ O | Großenkneten 185, Grabhügel                                  | Durchmesser ca. 20 m und Höhe ca. 2,3 m. | 28956137 | BW             |
| 52° 56′ 12″ N, 8° 19′ 54″ O | Großenkneten 186, Grabhügel                                  | Durchmesser ca. 18 m und Höhe ca. 1,5 m. | 28957784 | BW             |
| 52° 56′ 12″ N, 8° 20′ 4″ O  | Großenkneten 187, Grabhügel                                  | Durchmesser ca. 18 m und Höhe ca. 2 m. | 28957781 | BW             |
| 52° 56′ 12″ N, 8° 20′ 9″ O  | Großenkneten 188, Grabhügel                                  | Durchmesser ca. 18 m und Höhe ca. 2 m. | 28957786 | BW             |
| 52° 55′ 59″ N, 8° 10′ 10″ O | Großenkneten 189, Grabhügel                                  | Durchmesser ca. 20 m und Höhe ca. 1,2 m. | 28990135 | BW             |
| 52° 55′ 58″ N, 8° 10′ 9″ O  | Großenkneten 190, Grabhügel                                  | Durchmesser ca. 26 m und Höhe ca. 1,8 m. | 28990136 | BW             |
| 52° 56′ 24″ N, 8° 17′ 11″ O | Großenkneten 206, Grabhügel                                  | Durchmesser ca. 17 m und Höhe ca. 1,8 m. | 28990137 | BW             |
| 52° 54′ 37″ N, 8° 13′ 9″ O  | Großenkneten 209, Grabhügel                                  | Durchmesser ca. 15 m und Höhe ca. 1,5 m. | 28956141 | BW             |
| 52° 54′ 37″ N, 8° 13′ 9″ O  | Großenkneten 210, Grabhügel                                  | Durchmesser ca. 12 m und Höhe ca. 1 m. | 28956142 | BW             |
| 52° 54′ 42″ N, 8° 13′ 16″ O | Großenkneten 211, Grabhügel                                  | Durchmesser ca. 8 m und Höhe ca. 0,3 m. Wegespur von SW nach NO. | 28956144 | BW             |
| 52° 54′ 44″ N, 8° 13′ 16″ O | Großenkneten 212, Grabhügel                                  | Durchmesser ca. 19 m und Höhe ca. 1 m. | 28956145 | BW             |
| 52° 54′ 47″ N, 8° 13′ 19″ O | Großenkneten 213, Grabhügel                                  | Durchmesser ca. 26 m und Höhe ca. 1,7 m. | 28956146 | BW             |
| 52° 55′ 58″ N, 8° 11′ 17″ O | Großenkneten 216, Grabhügel                                  | Durchmesser ca. 15 m und Höhe ca. 0,9 m. | 28958167 | BW             |
| 52° 55′ 58″ N, 8° 11′ 18″ O | Großenkneten 217, Grabhügel                                  | Durchmesser ca. 13 m und Höhe ca. 0,5 m. Sehr flach. | 28958171 | BW             |
| 52° 55′ 57″ N, 8° 11′ 19″ O | Großenkneten 218, Grabhügel                                  | Durchmesser ca. 15 m und Höhe ca. 0,8 m. | 28958172 | BW             |
| 52° 55′ 57″ N, 8° 11′ 17″ O | Großenkneten 219, Grabhügel                                  | Durchmesser ca. 18 m und Höhe ca. 1,3 m. Abgepflügter Rand. | 28958173 | BW             |
| 52° 55′ 57″ N, 8° 11′ 16″ O | Großenkneten 220, Grabhügel                                  | Durchmesser ca. 10 m und Höhe ca. 0,4 m. | 28958174 | BW             |
| 52° 55′ 56″ N, 8° 11′ 16″ O | Großenkneten 221, Grabhügel                                  | Durchmesser ca. 23 m und Höhe ca. 1,4 m. Abgepflügter Rand. | 28958175 | BW             |
| 52° 55′ 57″ N, 8° 11′ 15″ O | Großenkneten 222, Grabhügel                                  | Durchmesser ca. 14 m und Höhe ca. 0,5 m. Eingeschnittene Fahrspur. | 28986174 | BW             |
| 52° 55′ 56″ N, 8° 11′ 14″ O | Großenkneten 223, Grabhügel                                  | Durchmesser ca. 14 m und Höhe ca. 0,9 m. | 28986175 | BW             |
| 52° 55′ 56″ N, 8° 11′ 15″ O | Großenkneten 224, Grabhügel                                  | Durchmesser ca. 11 m und Höhe ca. 0,5 m. | 28986176 | BW             |
| 52° 55′ 56″ N, 8° 11′ 13″ O | Großenkneten 225, Grabhügel                                  | Durchmesser ca. 18 m und Höhe ca. 1,2 m. | 28986178 | BW             |
| 52° 55′ 55″ N, 8° 11′ 14″ O | Großenkneten 226, Grabhügel                                  | Durchmesser ca. 12 m und Höhe ca. 0,4 m. | 28986179 | BW             |
| 52° 55′ 59″ N, 8° 11′ 18″ O | Großenkneten 227, Grabhügel                                  | Durchmesser ca. 18 m und Höhe ca. 0,8 m. | 28986180 | BW             |
| 52° 55′ 57″ N, 8° 11′ 14″ O | Großenkneten 228, Grabhügel                                  | Durchmesser ca. 12 m und Höhe ca. 0,5 m. | 28986177 | BW             |
| 52° 56′ 0″ N, 8° 11′ 19″ O  | Großenkneten 229, Grabhügel                                  | Durchmesser ca. 6 m und Höhe ca. 0,6 m. Südlicher und westlicher Rand abgeschoben. | 28990138 | BW             |
| 52° 58′ 55″ N, 8° 14′ 45″ O | Großenkneten 232, Grabhügel                                  | Durchmesser ca. 14 m und Höhe ca. 0,9 m. Von Waldweg angeschnitten. | 28986181 | BW             |
| 52° 58′ 54″ N, 8° 14′ 43″ O | Großenkneten 233, Grabhügel                                  | Durchmesser ca. 9 m und Höhe ca. 0,2 m. | 28986183 | BW             |
| 52° 58′ 54″ N, 8° 14′ 41″ O | Großenkneten 234, Grabhügel                                  | Durchmesser ca. 12 m und Höhe ca. 0,35 m. Leicht gestörte Oberfläche. | 28986184 | BW             |
| 52° 58′ 54″ N, 8° 14′ 41″ O | Großenkneten 235, Grabhügel                                  | Durchmesser ca. 11 m und Höhe ca. 0,2 m. | 28986186 | BW             |
| 52° 58′ 55″ N, 8° 14′ 43″ O | Großenkneten 237, Grabhügel                                  | Durchmesser ca. 19 m und Höhe ca. 0,5 m. Gestört mit abgesetztem Rand. | 28986182 | BW             |
| 52° 58′ 55″ N, 8° 14′ 40″ O | Großenkneten 238, Grabhügel                                  | Durchmesser ca. 3 – 4 m und Höhe ca. 0,3 – 0,5 m. | 28986188 | BW             |
| 52° 58′ 55″ N, 8° 14′ 44″ O | Großenkneten 239, Grabhügel                                  | Durchmesser ca. 10 m und Höhe ca. 0,3 m. | 28986189 | BW             |
| 52° 58′ 55″ N, 8° 14′ 47″ O | Großenkneten 240, Grabhügel                                  | Durchmesser ca. 13 m und Höhe ca. 0,7 m. | 28986191 | BW             |
| 52° 58′ 55″ N, 8° 14′ 49″ O | Großenkneten 241, Grabhügel                                  | Durchmesser ca. 9 m und Höhe ca. 0,3 m. Gestörte Oberfläche. | 28986187 | BW             |
| 52° 58′ 54″ N, 8° 14′ 48″ O | Großenkneten 242, Grabhügel                                  | Durchmesser ca. 9 m und Höhe ca. 0,4 m. Gestörte Oberfläche. | 28986185 | BW             |
| 52° 58′ 56″ N, 8° 14′ 47″ O | Großenkneten 243, Grabhügel                                  | Durchmesser ca. 9 m und Höhe ca. 0,3 m. Gestörte Oberfläche. | 28986190 | BW             |
| 52° 58′ 56″ N, 8° 14′ 47″ O | Großenkneten 244, Grabhügel                                  | Durchmesser ca. 6 m und Höhe ca. 0,3 m. | 28986286 | BW             |
| 52° 58′ 55″ N, 8° 14′ 47″ O | Großenkneten 245, Grabhügel                                  | Durchmesser ca. 12 m und Höhe ca. 0,5 m. Tiefe Kuhle im Zentrum. | 28986285 | BW             |
| 52° 56′ 35″ N, 8° 19′ 24″ O | Großenkneten 258, Grabhügel                                  | Durchmesser ca. 21 m. Tiefe kesselförmige Eingrabung. | 28990139 | BW             |
| 52° 56′ 34″ N, 8° 19′ 22″ O | Großenkneten 259, Grabhügel                                  | Durchmesser ca. 21 m. Kesselförmige Eingrabung. | 28990140 | BW             |
| 52° 55′ 19″ N, 8° 16′ 25″ O | Großenkneten 260, Grabhügel                                  | Durchmesser ca. 20 m und Höhe ca. 1,8 m. | 28956247 | BW             |
| 52° 55′ 17″ N, 8° 16′ 27″ O | Großenkneten 261, Grabhügel                                  | Durchmesser ca. 10 m und Höhe ca. 0,6 m. | 28956248 | BW             |
| 52° 52′ 55″ N, 8° 17′ 27″ O | Großenkneten 262, Grabhügel                                  | Durchmesser ca. 15 m und Höhe ca. 0,6 m. | 28956250 | BW             |
| 52° 55′ 37″ N, 8° 11′ 37″ O | Großenkneten 266, Grabhügel                                  | Durchmesser ca. 16 m und Höhe ca. 0,7 m. Grasnarbe vom Pflug. | 28956254 | BW             |
| 52° 55′ 23″ N, 8° 11′ 33″ O | Großenkneten 267, Grabhügel                                  | Durchmesser ca. 18 m und Höhe ca. 1,2 m. | 28956255 | BW             |
| 52° 55′ 33″ N, 8° 11′ 41″ O | Großenkneten 268, Grabhügel                                  | Durchmesser ca. 15 m und Höhe ca. 0,4 m. | 28956256 | BW             |
| 52° 53′ 31″ N, 8° 18′ 21″ O | Großenkneten 269, Grabhügel                                  | Durchmesser ca. 12 m und Höhe ca. 0,3 m. | 28956257 | BW             |
| 52° 53′ 0″ N, 8° 15′ 57″ O  | Großenkneten 271, Grabhügel                                  | Durchmesser ca. 17 m und Höhe ca. 1 m. | 28956259 | BW             |
| 52° 52′ 52″ N, 8° 15′ 49″ O | Großenkneten 272, Grabhügel                                  | Durchmesser ca. 22 m und Höhe ca. 0,8 m. | 28956260 | BW             |
| 52° 53′ 0″ N, 8° 15′ 46″ O  | Großenkneten 273, Grabhügel                                  | Durchmesser ca. 15 m und Höhe ca. 0,6 m. | 28956261 | BW             |
| 52° 52′ 59″ N, 8° 15′ 45″ O | Großenkneten 274, Grabhügel                                  | Durchmesser ca. 16 m und Höhe ca. 0,9 m. | 28956262 | BW             |
| 52° 52′ 53″ N, 8° 15′ 49″ O | Großenkneten 275, Grabhügel                                  | Durchmesser ca. 9 m. Tiefe Eingrabung bis ins Zentrum. | 28986295 | BW             |
| 52° 52′ 53″ N, 8° 15′ 50″ O | Großenkneten 276, Grabhügel                                  | Nördlicher Rand erhalten. Südost- und Süd-Teil vollständig abgetragen. | 28986296 | BW             |
| 52° 53′ 0″ N, 8° 16′ 18″ O  | Großenkneten 279, Grabhügel                                  | Durchmesser ca. 18 m und Höhe ca. 1 m. | 28956263 | BW             |
| 52° 56′ 7″ N, 8° 18′ 3″ O   | Großenkneten 280, Grabhügel                                  | Durchmesser ca. 10 m und Höhe ca. 0,6 m. | 28954430 | BW             |
| 52° 57′ 43″ N, 8° 14′ 17″ O | Großenkneten 293, Grabhügel                                  | Durchmesser ca. 12 m und Höhe ca. 0,4 m. | 28956265 | BW             |
| 52° 57′ 35″ N, 8° 14′ 18″ O | Großenkneten 296, Grabhügel                                  | S- und O-Teil abgetragen; brachliegende Sandfläche; W- und N-Teil, in 20-jährigem Kiefernbestand, sowie wahrscheinlich auch das Zentrum erhalten. | 28956268 | BW             |
| 52° 57′ 34″ N, 8° 14′ 23″ O | Großenkneten 297, Siedlung                                   | | 38230920 | BW             |
| 52° 56′ 20″ N, 8° 18′ 10″ O | Großenkneten 299, Grabhügel                                  | Weitgehend einplaniert. Beim derzeitigen Bewuchs (Getreide) keine Begehung möglich; vom Feldrand jedoch klar zu erkennen. | 28956269 | BW             |
| 52° 56′ 35″ N, 8° 16′ 36″ O | Großenkneten 300, Grabhügel                                  | Durchmesser ca. 19 m und Höhe ca. 0,5 m. | 28956270 | BW             |
| 52° 53′ 13″ N, 8° 17′ 23″ O | Großenkneten 303, Grabhügel                                  | Durchmesser ca. 24 m und Höhe ca. 1,8 m. | 28956273 | BW             |
| 52° 53′ 43″ N, 8° 18′ 31″ O | Großenkneten 304, Grabhügel                                  | Durchmesser ca. 12 m und Höhe ca. 0,5 m. Angeschnittener Rand. | 28956274 | BW             |
| 52° 56′ 16″ N, 8° 18′ 11″ O | Großenkneten 307, Grabhügel                                  | Durchmesser ca. 18 m und Höhe ca. 1,5 m. Kleinere Eingrabungen. | 28956369 | BW             |
| 52° 55′ 56″ N, 8° 17′ 14″ O | Großenkneten 326, Grabhügel                                  | Durchmesser ca. 15 m und Höhe ca. 1 m. | 28956374 | BW             |
| 52° 55′ 18″ N, 8° 17′ 37″ O | Großenkneten 327, Grabhügel                                  | Durchmesser ca. 17 m und Höhe ca. 2 m. | 28956375 | BW             |
| 52° 52′ 18″ N, 8° 13′ 59″ O | Großenkneten 330, Grabhügel                                  | Durchmesser ca. 14 m und Höhe ca. 0,5 m. | 28956378 | BW             |
| 52° 52′ 17″ N, 8° 14′ 0″ O  | Großenkneten 331, Grabhügel                                  | Durchmesser ca. 12 m und Höhe ca. 0,5 m. | 28956379 | BW             |
| 52° 53′ 14″ N, 8° 19′ 22″ O | Großenkneten 332, Grabhügel                                  | Durchmesser ca. 17 m und Höhe ca. 1,8 m. | 28956380 | BW             |
| 52° 56′ 29″ N, 8° 19′ 27″ O | Großenkneten 345, Grabhügel                                  | Durchmesser ca. 17 m. Am westlichen Rand erhalten, teilweise durch Straßenbau zerstört. | 28990141 | BW             |
| 52° 56′ 29″ N, 8° 19′ 36″ O | Großenkneten 346, Grabhügel                                  | Größe ca. 15 × 13 m und Höhe ca. 1,2 m. Oval, Nordost-Südwest orientiert. Am Nord-Rand Steinschutt und östlicher Hügelfuß leicht angegraben. | 28986312 | BW             |
| 52° 56′ 28″ N, 8° 19′ 28″ O | Großenkneten 347, Grabhügel                                  | Durchmesser ca. 14 m und Höhe ca. 1,5 m. Tiefe Schanzlöcher. | 28986313 | BW             |
| 52° 52′ 49″ N, 8° 15′ 11″ O | Großenkneten 356, Grabhügel                                  | Durchmesser ca. 8 m und Höhe ca. 0,5 m. An südlicher Hälfte abgepflügt. | 28986314 | BW             |
| 52° 52′ 49″ N, 8° 15′ 10″ O | Großenkneten 357, Grabhügel                                  | Durchmesser ca. 11 m und Höhe ca. 0,9 m. Beschädigte Ränder. | 28986410 | BW             |
| 52° 52′ 44″ N, 8° 15′ 1″ O  | Großenkneten 361, Grabhügel                                  | Stark zusammengeschoben bzw. mit Erdreich überkippt. Kern noch erhalten. | 28956388 | BW             |
| 52° 52′ 44″ N, 8° 15′ 6″ O  | Großenkneten 363, Grabhügel                                  | Durchmesser ca. 10 m und Höhe ca. 0,4 m. | 28956390 | BW             |
| 52° 52′ 44″ N, 8° 15′ 8″ O  | Großenkneten 364, Grabhügel                                  | | 28986412 | BW             |
| 52° 52′ 44″ N, 8° 15′ 9″ O  | Großenkneten 365, Grabhügel                                  | Durchmesser ca. 11 m und Höhe ca. 0,8 m. | 28986413 | BW             |
| 52° 52′ 42″ N, 8° 15′ 9″ O  | Großenkneten 366, Grabhügel                                  | | 28986414 | BW             |
| 52° 52′ 43″ N, 8° 15′ 10″ O | Großenkneten 367, Grabhügel                                  | Durchmesser ca. 12 m und Höhe ca. 1 m. | 28986411 | BW             |
| 52° 52′ 48″ N, 8° 18′ 0″ O  | Großenkneten 371, Grabhügel                                  | | 28956393 | BW             |
| 52° 52′ 49″ N, 8° 17′ 59″ O | Großenkneten 372, Grabhügel                                  | | 28956394 | BW             |
| 52° 58′ 46″ N, 8° 13′ 4″ O  | Großenkneten 374, Wölbacker                                  | | 28954688 | BW             |
| 52° 58′ 50″ N, 8° 13′ 11″ O | Großenkneten 375, Wölbacker                                  | | 28954689 | BW             |
| 52° 59′ 20″ N, 8° 11′ 36″ O | Großenkneten 376, Burg Hengstlage                            | Der Grundriss des befestigten Gutshofes ist rechteckig. Ursprünglich war er im Süden, Osten und Norden von Gräben geschützt. Es ist unsicher, ob auch an der Westseite ein Graben vorhanden war. Am Südrand der Fläche ist zwischen den Punkten A und B ein Teil des Umfassungsgrabens erhalten (L. 63 m; Br. 8 m; T. 1,5 m) und mit Wasser gefüllt. Ein weiteres vorhandenes Grabenstück verläuft am Nord- bzw. Ostrand der Fläche von Punkt D nach C (L. 55 m), biegt in C nach Süden um und endet nach 30 m. Br. dieses Grabenstücks 1-2 m; T. bis 0,3 m; Grabensohle trocken. In der Innenfläche sind keine obertägigen Befunde erkennbar. Mit untertägigen Funden und Befunden (z.B. Fundamenten) muss gerechnet werden. Im Jahre 1661 erhielt der Amtmann des damals schwedischen Amtes Wildeshausen, v.d. Horst, das Gelände von Gräfin Anna Sophia von Wasaburg. 1662 errichtete er den Hof. 1756 waren Wohnhaus und Stall noch vorhanden. | 28956396 | BW             |
| 52° 57′ 43″ N, 8° 14′ 5″ O  | Großenkneten 379, Sandfang                                   | Teilstück ID: 36160020 | 28956491 | BW             |
| 52° 57′ 46″ N, 8° 14′ 6″ O  | Großenkneten 380, Sandfang                                   | Teilstück ID: 36159999 | 28956492 | BW             |
| 52° 57′ 38″ N, 8° 14′ 26″ O | Großenkneten 381, Sandfang                                   | Teilstück ID: 36160196 | 28956493 | BW             |
| 52° 56′ 23″ N, 8° 13′ 16″ O | Großenkneten 382, Sandfang                                   | Teilstück ID: 38177366 | 28956494 | BW             |
| 52° 55′ 45″ N, 8° 12′ 55″ O | Großenkneten 396, Grabhügel                                  | Durchmesser ca. 13 m und Höhe ca. 0,6 m. Annähernd rund. | 28956502 | BW             |

### Großenkneten 30
- ID: 28990036
- Grabhügelfeld umfasst 54 Grabhügel unterschiedlichster Größe.

| Lage                        | Bezeichnung     | Beschreibung                                                  | ID       | Bild |
| --------------------------- | --------------- | ------------------------------------------------------------- | -------- | ---- |
| 52° 56′ 21″ N, 8° 17′ 28″ O | Großenkneten 31 | Durchmesser ca. 12 m und Höhe ca. 1,1 m.                      | 28957088 | BW   |
| 52° 56′ 21″ N, 8° 17′ 29″ O | Großenkneten 32 | Durchmesser ca. 10 m und Höhe ca. 0,7 m.                      | 28957089 | BW   |
| 52° 56′ 21″ N, 8° 17′ 30″ O | Großenkneten 33 | Durchmesser ca. 11 m und Höhe ca. 0,6 m.                      | 28957186 | BW   |
| 52° 56′ 21″ N, 8° 17′ 30″ O | Großenkneten 34 | Durchmesser ca. 16 m und Höhe ca. 0,9 m.                      | 28957188 | BW   |
| 52° 56′ 21″ N, 8° 17′ 30″ O | Großenkneten 35 | Durchmesser ca. 7,5 m und Höhe ca. 0,5 m.                     | 28957189 | BW   |
| 52° 56′ 21″ N, 8° 17′ 31″ O | Großenkneten 36 | Durchmesser ca. 12 m und Höhe ca. 0,5 m.                      | 28957190 | BW   |
| 52° 56′ 22″ N, 8° 17′ 32″ O | Großenkneten 37 | Größe ca. 11 × 8 m und Höhe ca. 0,55 m.                       | 28957191 | BW   |
| 52° 56′ 21″ N, 8° 17′ 32″ O | Großenkneten 38 | Durchmesser ca. 11 m und Höhe ca. 0,45 m.                     | 28957187 | BW   |
| 52° 56′ 21″ N, 8° 17′ 32″ O | Großenkneten 39 | Durchmesser ca. 7 m und Höhe ca. 0,1 m. Flach.                | 28957192 | BW   |
| 52° 56′ 21″ N, 8° 17′ 33″ O | Großenkneten 40 | Durchmesser ca. 13 m und Höhe ca. 0,65 m.                     | 28957193 | BW   |
| 52° 56′ 20″ N, 8° 17′ 32″ O | Großenkneten 41 | Durchmesser ca. 14 m und Höhe ca. 0,95 m.                     | 28957194 | BW   |
| 52° 56′ 20″ N, 8° 17′ 30″ O | Großenkneten 42 | Durchmesser ca. 11 m und Höhe ca. 0,45 m.                     | 28957196 | BW   |
| 52° 56′ 21″ N, 8° 17′ 28″ O | Großenkneten 43 | Durchmesser ca. 7 m und Höhe ca. 0,64 m.                      | 28957195 | BW   |
| 52° 56′ 20″ N, 8° 17′ 28″ O | Großenkneten 44 | Durchmesser ca. 17 m und Höhe ca. 1 m.                        | 28957197 | BW   |
| 52° 56′ 21″ N, 8° 17′ 27″ O | Großenkneten 45 | Durchmesser ca. 7 m und Höhe ca. 0,95 m.                      | 28957198 | BW   |
| 52° 56′ 21″ N, 8° 17′ 26″ O | Großenkneten 46 | Durchmesser ca. 6 m und Höhe ca. 0,3 m.                       | 28957199 | BW   |
| 52° 56′ 21″ N, 8° 17′ 25″ O | Großenkneten 47 | Größe ca. 9 × 8 m und Höhe ca. 0,5 m.                         | 28957200 | BW   |
| 52° 56′ 20″ N, 8° 17′ 26″ O | Großenkneten 48 | Durchmesser ca. 8 m und Höhe ca. 0,5 m. Vertiefungen.         | 28957201 | BW   |
| 52° 56′ 20″ N, 8° 17′ 26″ O | Großenkneten 49 | Durchmesser ca. 12 m und Höhe ca. 0,85 m.                     | 28957202 | BW   |
| 52° 56′ 20″ N, 8° 17′ 25″ O | Großenkneten 50 | Durchmesser ca. 13 m und Höhe ca. 0,85 m.                     | 28957203 | BW   |
| 52° 56′ 20″ N, 8° 17′ 27″ O | Großenkneten 51 | Durchmesser ca. 12,5 m und Höhe ca. 0,2 m. Abgetragene Kuppe. | 28957204 | BW   |
| 52° 56′ 20″ N, 8° 17′ 28″ O | Großenkneten 52 | Durchmesser ca. 7 m und Höhe ca. 0,3 m.                       | 28957205 | BW   |
| 52° 56′ 20″ N, 8° 17′ 29″ O | Großenkneten 53 | Durchmesser ca. 11 m und Höhe ca. 0,6 m. Abgeflachte Kuppe.   | 28957206 | BW   |
| 52° 56′ 20″ N, 8° 17′ 30″ O | Großenkneten 54 | Durchmesser ca. 5 m und Höhe ca. 0,25 m.                      | 28957207 | BW   |
| 52° 56′ 21″ N, 8° 17′ 34″ O | Großenkneten 55 | Durchmesser ca. 7 m und Höhe ca. 0,1 m.                       | 28957208 | BW   |
| 52° 56′ 21″ N, 8° 17′ 34″ O | Großenkneten 56 | Durchmesser ca. 6 m und Höhe ca. 0,2 m.                       | 28957209 | BW   |
| 52° 56′ 20″ N, 8° 17′ 33″ O | Großenkneten 57 | Durchmesser ca. 12 m und Höhe ca. 0,55 m.                     | 28957210 | BW   |
| 52° 56′ 20″ N, 8° 17′ 33″ O | Großenkneten 58 | Durchmesser ca. 10 m und Höhe ca. 0,65 m.                     | 28957211 | BW   |
| 52° 56′ 19″ N, 8° 17′ 33″ O | Großenkneten 59 | Durchmesser ca. 9 m und Höhe ca. 0,7 m.                       | 28957212 | BW   |
| 52° 56′ 19″ N, 8° 17′ 34″ O | Großenkneten 60 | Durchmesser ca. 11 m und Höhe ca. 0,75 m.                     | 28957307 | BW   |
| 52° 56′ 19″ N, 8° 17′ 31″ O | Großenkneten 61 | Durchmesser ca. 12 m und Höhe ca. 0,65 m.                     | 28957308 | BW   |
| 52° 56′ 19″ N, 8° 17′ 30″ O | Großenkneten 62 | Durchmesser ca. 11 m und Höhe ca. 0,9 m.                      | 28957309 | BW   |
| 52° 56′ 19″ N, 8° 17′ 29″ O | Großenkneten 63 | Durchmesser ca. 7 m und Höhe ca. 0,3 m.                       | 28957310 | BW   |
| 52° 56′ 19″ N, 8° 17′ 28″ O | Großenkneten 64 | Durchmesser ca. 11 m und Höhe ca. 0,5 m.                      | 28957311 | BW   |
| 52° 56′ 19″ N, 8° 17′ 29″ O | Großenkneten 65 | Durchmesser ca. 7 m und Höhe ca. 0,5 m.                       | 28957313 | BW   |
| 52° 56′ 19″ N, 8° 17′ 29″ O | Großenkneten 66 | Durchmesser ca. 14 m und Höhe ca. 0,75 m.                     | 28957312 | BW   |
| 52° 56′ 19″ N, 8° 17′ 30″ O | Großenkneten 67 | Durchmesser ca. 12 m und Höhe ca. 0,8 m.                      | 28957314 | BW   |
| 52° 56′ 18″ N, 8° 17′ 31″ O | Großenkneten 68 | Durchmesser ca. 11 m und Höhe ca. 0,6 m.                      | 28957315 | BW   |
| 52° 56′ 18″ N, 8° 17′ 33″ O | Großenkneten 69 | Durchmesser ca. 13 m und Höhe ca. 0,8 m.                      | 28957316 | BW   |
| 52° 56′ 19″ N, 8° 17′ 34″ O | Großenkneten 70 | Durchmesser ca. 11 m und Höhe ca. 0,7 m.                      | 28957317 | BW   |
| 52° 56′ 18″ N, 8° 17′ 33″ O | Großenkneten 71 | Durchmesser ca. 8 m und Höhe ca. 0,3 m.                       | 28957318 | BW   |
| 52° 56′ 18″ N, 8° 17′ 33″ O | Großenkneten 72 | Durchmesser ca. 11 m und Höhe ca. 0,5 m.                      | 28957320 | BW   |
| 52° 56′ 18″ N, 8° 17′ 33″ O | Großenkneten 73 | Durchmesser ca. 8 m und Höhe ca. 0,5 m.                       | 28957322 | BW   |
| 52° 56′ 18″ N, 8° 17′ 32″ O | Großenkneten 74 | Durchmesser ca. 7 m und Höhe ca. 0,2 m.                       | 28957323 | BW   |
| 52° 56′ 18″ N, 8° 17′ 31″ O | Großenkneten 75 | Durchmesser ca. 14 m und Höhe ca. 1,2 m.                      | 28957319 | BW   |
| 52° 56′ 18″ N, 8° 17′ 30″ O | Großenkneten 76 | Durchmesser ca. 10 m und Höhe ca. 0,75 m.                     | 28957321 | BW   |
| 52° 56′ 18″ N, 8° 17′ 30″ O | Großenkneten 77 | Durchmesser ca. 8 m und Höhe ca. 0,45 m.                      | 28957325 | BW   |
| 52° 56′ 18″ N, 8° 17′ 28″ O | Großenkneten 78 | Durchmesser ca. 7 m und Höhe ca. 0,4 m.                       | 28957326 | BW   |
| 52° 56′ 18″ N, 8° 17′ 28″ O | Großenkneten 79 | Durchmesser ca. 4,5 m und Höhe ca. 0,2 m.                     | 28957324 | BW   |
| 52° 56′ 17″ N, 8° 17′ 34″ O | Großenkneten 80 | Größe ca. 10 × 9 m und Höhe ca. 0,75 m.                       | 28957327 | BW   |
| 52° 56′ 17″ N, 8° 17′ 33″ O | Großenkneten 81 | Durchmesser ca. 11 m und Höhe ca. 1,2 m.                      | 28957328 | BW   |
| 52° 56′ 17″ N, 8° 17′ 32″ O | Großenkneten 82 | Durchmesser ca. 8 m und Höhe ca. 0,4 m.                       | 28957329 | BW   |
| 52° 56′ 20″ N, 8° 17′ 29″ O | Großenkneten 83 | Durchmesser ca. 4,5 m und Höhe ca. 0,45 m.                    | 28957330 | BW   |

### Großenkneten 115
- ID: 28954435
- Vier Grabhügel.

| Lage                       | Bezeichnung      | Beschreibung                                                  | ID       | Bild |
| -------------------------- | ---------------- | ------------------------------------------------------------- | -------- | ---- |
| 52° 53′ 4″ N, 8° 15′ 21″ O | Großenkneten 115 |                                                               | 28955704 | BW   |
| 52° 53′ 3″ N, 8° 15′ 20″ O | Großenkneten 116 | Durchmesser ca. 9 m und Höhe ca. 0,5 m.                       | 28955606 | BW   |
| 52° 53′ 2″ N, 8° 15′ 22″ O | Großenkneten 117 | Durchmesser ca. 10 m und Höhe ca. 0,2 m. Tiefe Pflanzfurchen. | 28955707 | BW   |
| 52° 53′ 2″ N, 8° 15′ 21″ O | Großenkneten 118 |                                                               | 28955708 | BW   |

### Großenkneten 121
- ID: 28954436
- Grabhügelfeld mit 17  Grabhügeln.

| Lage                        | Bezeichnung      | Beschreibung                                                             | ID       | Bild |
| --------------------------- | ---------------- | ------------------------------------------------------------------------ | -------- | ---- |
| 52° 58′ 9″ N, 8° 18′ 57″ O  | Großenkneten 121 | Durchmesser ca. 19 m und Höhe ca. 1,7 m.                                 | 28958027 | BW   |
| 52° 58′ 9″ N, 8° 18′ 57″ O  | Großenkneten 122 | Durchmesser ca. 16 m und Höhe ca. 1,2 m. Annähernd rund.                 | 28957928 | BW   |
| 52° 58′ 9″ N, 8° 18′ 59″ O  | Großenkneten 123 | Durchmesser ca. 17 m und Höhe ca. 1,1 m. Annähernd rund.                 | 28958032 | BW   |
| 52° 58′ 8″ N, 8° 18′ 59″ O  | Großenkneten 124 | Durchmesser ca. 11 m und Höhe ca. 0,5 m. Annähernd rund.                 | 28958034 | BW   |
| 52° 58′ 8″ N, 8° 18′ 59″ O  | Großenkneten 125 | Durchmesser ca. 6 m und Höhe ca. 0,3 m. Annähernd rund.                  | 28958037 | BW   |
| 52° 58′ 8″ N, 8° 19′ 0″ O   | Großenkneten 126 | Durchmesser ca. 12 m und Höhe ca. 0,8 m. Rund.                           | 28958040 | BW   |
| 52° 58′ 9″ N, 8° 19′ 0″ O   | Großenkneten 127 | Durchmesser ca. 13 m und Höhe ca. 0,7 m. Rund.                           | 28958041 | BW   |
| 52° 58′ 9″ N, 8° 19′ 0″ O   | Großenkneten 128 | Durchmesser ca. 14 m und Höhe ca. 0,7 m. Rund.                           | 28958045 | BW   |
| 52° 58′ 10″ N, 8° 19′ 1″ O  | Großenkneten 129 |                                                                          | 28958046 | BW   |
| 52° 58′ 10″ N, 8° 19′ 2″ O  | Großenkneten 130 |                                                                          | 28958048 | BW   |
| 52° 58′ 10″ N, 8° 19′ 3″ O  | Großenkneten 131 | Durchmesser ca. 15 m und Höhe ca. 1 m. Rund mit Kuppenmulde.             | 28958049 | BW   |
| 52° 58′ 11″ N, 8° 19′ 3″ O  | Großenkneten 132 | Durchmesser ca. 18 m und Höhe ca. 0,8 m. Annähernd rund mit Kuppenmulde. | 28958051 | BW   |
| 52° 58′ 10″ N, 8° 18′ 59″ O | Großenkneten 133 | Durchmesser ca. 14 m und Höhe ca. 0,7 m. Rund.                           | 28958052 | BW   |
| 52° 58′ 9″ N, 8° 18′ 59″ O  | Großenkneten 134 | Durchmesser ca. 11 m und Höhe ca. 0,5 m. Rund.                           | 28958044 | BW   |
| 52° 58′ 10″ N, 8° 18′ 58″ O | Großenkneten 135 | Durchmesser ca. 15 m und Höhe ca. 1,1 m. Rund.                           | 28958055 | BW   |
| 52° 58′ 10″ N, 8° 18′ 56″ O | Großenkneten 136 | Durchmesser ca. 13 m und Höhe ca. 1 m. Rund.                             | 28958151 | BW   |
| 52° 58′ 8″ N, 8° 19′ 1″ O   | Großenkneten 137 | Durchmesser ca. 9 m und Höhe ca. 0,4 m.                                  | 28958153 | BW   |

### Großenkneten 191
- ID: 28954444
- Grabhügelfeld umfasst sieben größere mit 9 – 15 m Durchmesser und 0,4 – 1,0 m Höhe sowie ein kleinerer Grabhügelrest. Am Südostrand liegen 13 weitere kleinere Erhebungen, die nicht sicher als Grabhügel anzusprechen sind.

| Lage                        | Bezeichnung      | Beschreibung                                             | ID       | Bild |
| --------------------------- | ---------------- | -------------------------------------------------------- | -------- | ---- |
| 52° 55′ 31″ N, 8° 13′ 7″ O  | Großenkneten 191 | Durchmesser ca. 7 m und Höhe ca. 0,4 m.                  | 28956510 | BW   |
| 52° 55′ 29″ N, 8° 13′ 7″ O  | Großenkneten 192 | Durchmesser ca. 17 m und Höhe ca. 1 m.                   | 28954321 | BW   |
| 52° 55′ 30″ N, 8° 13′ 8″ O  | Großenkneten 193 | Durchmesser ca. 9 m und Höhe ca. 0,2 m.                  | 28954322 | BW   |
| 52° 55′ 31″ N, 8° 13′ 9″ O  | Großenkneten 194 | Durchmesser ca. 16 m und Höhe ca. 0,8 m.                 | 28942269 | BW   |
| 52° 55′ 30″ N, 8° 13′ 12″ O | Großenkneten 195 | Durchmesser ca. 13 m und Höhe ca. 0,4 m.                 | 28954324 | BW   |
| 52° 55′ 28″ N, 8° 13′ 12″ O | Großenkneten 196 | Durchmesser ca. 18 m und Höhe ca. 0,5 m. Annähernd rund. | 28954326 | BW   |
| 52° 55′ 28″ N, 8° 13′ 13″ O | Großenkneten 197 | Durchmesser ca. 14 m und Höhe ca. 0,6 m. Rund.           | 28954327 | BW   |
| 52° 55′ 28″ N, 8° 13′ 14″ O | Großenkneten 198 | Durchmesser ca. 9 m und Höhe ca. 0,5 m.                  | 28954328 | BW   |

### Großenkneten 246
- ID: 28954446
- Grabhügelfeld umfasst acht, zumeist beschädigte Grabhügel. Durchmesser 7 – 13 m; Höhe 0,2 – 0,8 m.

| Lage                       | Bezeichnung      | Beschreibung                                                      | ID       | Bild |
| -------------------------- | ---------------- | ----------------------------------------------------------------- | -------- | ---- |
| 52° 56′ 4″ N, 8° 20′ 11″ O | Großenkneten 246 | Durchmesser ca. 11 m und Höhe ca. 0,4 m. Gestört.                 | 28986287 | BW   |
| 52° 56′ 4″ N, 8° 20′ 12″ O | Großenkneten 247 | Durchmesser ca. 13 m und Höhe ca. 0,6 m. Vertiefung.              | 28986289 | BW   |
| 52° 56′ 3″ N, 8° 20′ 11″ O | Großenkneten 248 | Durchmesser ca. 12 m und Höhe ca. 0,6 m. Stark gestört.           | 28986288 | BW   |
| 52° 56′ 2″ N, 8° 20′ 12″ O | Großenkneten 249 | Durchmesser ca. 14 m und Höhe ca. 0,5 m. Vertiefung in der Mitte. | 28986290 | BW   |
| 52° 56′ 2″ N, 8° 20′ 10″ O | Großenkneten 250 | Durchmesser ca. 13 m und Höhe ca. 0,5 m. Vertiefung.              | 28986292 | BW   |
| 52° 56′ 4″ N, 8° 20′ 14″ O | Großenkneten 251 | Durchmesser ca. 13 m und Höhe ca. 0,4 m.                          | 28986291 | BW   |
| 52° 56′ 5″ N, 8° 20′ 12″ O | Großenkneten 252 | Durchmesser ca. 12 m und Höhe ca. 0,8 m. Vertiefung in der Mitte. | 28986293 | BW   |
| 52° 56′ 5″ N, 8° 20′ 14″ O | Großenkneten 253 | Durchmesser ca. 11 m und Höhe ca. 0,4 m.                          | 28986294 | BW   |

### Großenkneten 282
- ID: 28954449
- Grabhügelfeld.

| Lage                        | Bezeichnung      | Beschreibung                                                      | ID       | Bild |
| --------------------------- | ---------------- | ----------------------------------------------------------------- | -------- | ---- |
| 52° 57′ 42″ N, 8° 14′ 8″ O  | Großenkneten 282 | Durchmesser ca. 10 m und Höhe ca. 0,6 m. Stark zerfurcht.         | 28986298 | BW   |
| 52° 57′ 42″ N, 8° 14′ 9″ O  | Großenkneten 283 | Durchmesser ca. 7 m und Höhe ca. 0,4 m. Stark zerfurcht.          | 28986300 | BW   |
| 52° 57′ 41″ N, 8° 14′ 8″ O  | Großenkneten 284 | Durchmesser ca. 6 m und Höhe ca. 0,3 m. Gestört. Stark zerfurcht. | 28986299 | BW   |
| 52° 57′ 42″ N, 8° 14′ 10″ O | Großenkneten 285 | Durchmesser ca. 12 m und Höhe ca. 0,5 m.                          | 28986301 | BW   |
| 52° 57′ 39″ N, 8° 14′ 9″ O  | Großenkneten 287 | Durchmesser ca. 18 m und Höhe ca. 1,3 m. Mehrere Eintiefungen.    | 28986297 | BW   |
| 52° 57′ 41″ N, 8° 14′ 11″ O | Großenkneten 289 | Durchmesser ca. 15 m und Höhe ca. 0,8 m.                          | 28986302 | BW   |
| 52° 57′ 41″ N, 8° 14′ 13″ O | Großenkneten 290 | Durchmesser ca. 6 m und Höhe ca. 0,3 m.                           | 28986303 | BW   |
| 52° 57′ 41″ N, 8° 14′ 13″ O | Großenkneten 291 | Durchmesser ca. 15 m und Höhe ca. 0,8 m. Abgegrabene Kuppe.       | 28986304 | BW   |
| 52° 57′ 42″ N, 8° 14′ 14″ O | Großenkneten 292 | Durchmesser ca. 12 m und Höhe ca. 0,4 m. Stark zerfurcht.         | 28986305 | BW   |

### Großenkneten 309
- ID: 28954450
- Gruppe mit acht Grabhügeln.

| Lage                        | Bezeichnung      | Beschreibung                                                                 | ID       | Bild |
| --------------------------- | ---------------- | ---------------------------------------------------------------------------- | -------- | ---- |
| 52° 57′ 15″ N, 8° 14′ 29″ O | Großenkneten 310 | Durchmesser ca. 12 m und Höhe ca. 0,8 m. Hochgewölbt.                        | 28954679 | BW   |
| 52° 57′ 16″ N, 8° 14′ 34″ O | Großenkneten 312 | Größe ca. 23 × 13 m und Höhe ca. 1,4 m. Annähernd oval.                      | 28954680 | BW   |
| 52° 57′ 22″ N, 8° 14′ 32″ O | Großenkneten 314 | Durchmesser ca. 22 m und Höhe ca. 2,8 m. Hochgewölbt mit abgeflachter Kuppe. | 28986306 | BW   |
| 52° 57′ 22″ N, 8° 14′ 33″ O | Großenkneten 315 | Durchmesser ca. 8 m und Höhe ca. 0,7 m.                                      | 28986307 | BW   |
| 52° 57′ 21″ N, 8° 14′ 33″ O | Großenkneten 316 | Durchmesser ca. 13 m und Höhe ca. 0,9 m. Hochgewölbt.                        | 28986308 | BW   |
| 52° 57′ 23″ N, 8° 14′ 32″ O | Großenkneten 317 | Durchmesser ca. 14 m und Höhe ca. 1,3 m. Hochgewölbt.                        | 28986309 | BW   |
| 52° 57′ 22″ N, 8° 14′ 33″ O | Großenkneten 318 | Durchmesser ca. 11 m und Höhe ca. 0,7 m.                                     | 28986310 | BW   |
| 52° 57′ 22″ N, 8° 14′ 34″ O | Großenkneten 319 | Durchmesser ca. 24 m und Höhe ca. 0,6 m.                                     | 28986311 | BW   |